# Purbach (cratera)
A Cratera Lunar Purbach é uma cratera de impacto situada nos terrenos planálticos do sul da Lua. O nome homenageia o humanista e astrónomo quatrocentista Georg von Peuerbach.